# HC RT Torax Poruba
Le HC RT Torax Poruba est un club de hockey sur glace d'Ostrava-Poruba en République tchèque. Il évolue dans la 1. liga, le deuxième échelon tchèque.

## Historique
Il est fondé en 1946 sous le nom de SK Poruba. De 2001 à 2008, il porte le nom de HC Sareza Ostrava.

## Palmarès
- Vainqueur de la 2.liga : 2004, 2018.